# No Mercy (T.I.)
No Mercy è il settimo album del rapper statunitense T.I., pubblicato il 7 dicembre 2010 dalla Grand Hustle Records e Atlantic Records. Le sessioni di registrazione dell'album si sono svolte fra il 2009 ed il 2010. La produzione è stata gestita da numerosi produttore discografici, fra cui DJ Toomp, Jim Jonsin, Lil' C, Danja, Kanye West, The Smash Factory, Dr. Luke, The Neptunes, TrackSlayerz, Max Martin, The-Dream, Jake One, T-Minus, Christopher "Tricky" Stewart, Rico Love, Alex da Kid, Nard & B, Polow da Don, Drew Money, J.U.S.T.I.C.E. League e Hollywood Hot Sauce fra gli altri.
L'album ha debuttato alla quarta posizione della classifica statunitense Billboard 200, vendendo 159,000 copie nella prima settimana negli Stati Uniti. L'album ha poi ottenuto posizionamenti in tutto il mondo, preceduto dal singolo Get Back Up. A causa della violazione della parola data dopo un arresto per droga, T.I. è stato costretto a modificare alcuni dettagli dell'album, compresi i toni bellicoso ed il titolo, che inizialmente doveva essere King Uncaged è stato modificato in un più blando No Mercy. Alla sua pubblicazione No Mercy ha ricevuto recensioni contrastanti da parte della critica musicale. Il 14 gennaio 2011, la Recording Industry Association of America ha certificato No Mercy disco d'oro per le 500 000 copie vendute negli Stati Uniti.

## Tracce
1. Welcome to the World (featuring Kanye West & Kid Cudi) - 4:14
2. How Life Changed (featuring Mitchelle'l & Scarface) - 4:31
3. Get Back Up (featuring Chris Brown) - 4:24
4. I Can't Help It (featuring Rocko) - 3:32
5. That's All She Wrote (featuring Eminem) - 5:18
6. No Mercy (featuring The-Dream) - 4:08
7. Big Picture - 4:26
8. Strip (featuring Young Dro & Trey Songz) - 3:42
9. Salute - 3:08
10. Amazing (featuring Pharrell) - 5:15
11. Everything on Me - 4:25
12. Poppin Bottles (featuring Drake) - 5:20
13. Lay Me Down (featuring Rico Love) - 3:17
14. Castle Walls (featuring Christina Aguilera) - 5:30

Bonus track
1. I'm Back - 3:43
2. Yeah Ya Know (Takers) - 4:28
3. Got Your Back (featuring Keri Hilson) - 4.24
4. Ya Hear Me - 4:04
5. Pledge Allegiance (featuring Rick Ross) - 7:46
6. Get Back Up (video) - 3:51
7. Follow Your Dreams (Esclusiva iTunes) - 3:55
8. That's What I Thought (Esclusiva Target & Amazon.com) (featuring Mac Boney & Killer Mike) - 4:37
9. Like So (Esclusiva Target & Amazon.com) (featuring Mac Boney & Killer Mike) - 4:08